# Julius Albert Krug
Pour les articles homonymes, voir Krug.
Julius Krug, né le 23 novembre 1907 à Madison (Wisconsin) et mort le  26 mars 1970 à Knoxville (Tennessee), est un homme politique américain. Membre du Parti démocrate, il est secrétaire à l'Intérieur entre 1946 et 1949 dans l'administration du président Harry S. Truman.

## Biographie
Julius Krug est diplômé de l’Université du Wisconsin-Madison en 1929.